# Liste der Ausstellungen im Zeppelin Museum

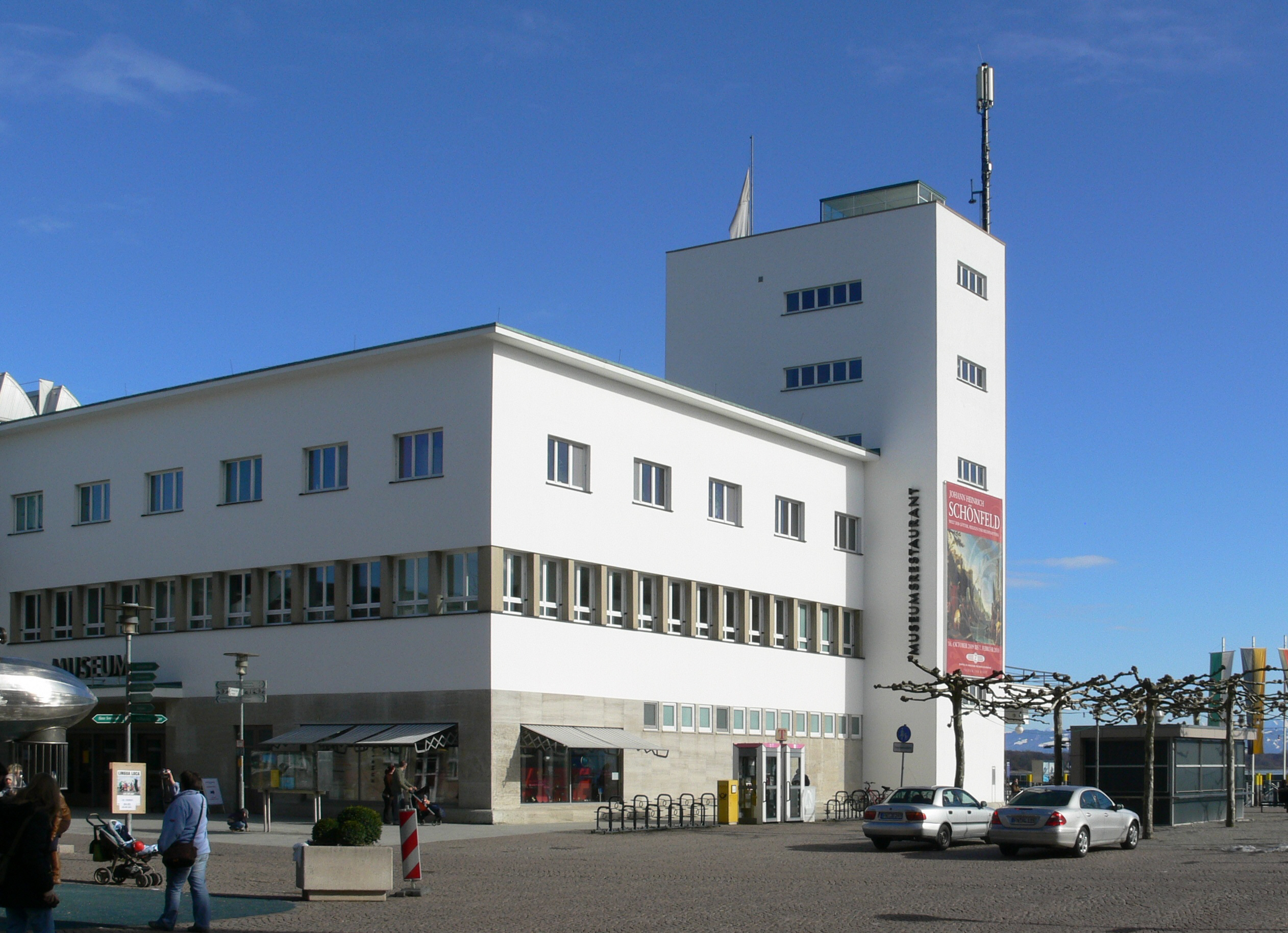
Das Zeppelin Museum in Friedrichshafen

Dies ist eine Auflistung der Ausstellungen, die von 1996 bis heute im Zeppelin Museum in Friedrichshafen stattfanden.

## 1996
- Die Kunst des Fliegens (2. Juli 1996 bis 27. Oktober 1996)
- Romantik in der Kunst der Gegenwart, Sammlung Murken (13. Dezember 1996 bis 2. März 1997)

## 1997
- Ugo Dossi: Ultra-Marin – Ein Loch im Himmel, Kunstverein Friedrichshafen (21. März 1997 bis 25. Mai 1997)
- Rolands Baustelle. Kranobjekte und Baufahrzeuge von Roland Kappel, Mariaberg (23. Mai 1997 bis 22. Juni 1997 im Grenzraum)
- „Suche ein nettes Zimmer …“ Die Zeppelin-Wohlfahrt GmbH und der Wohnungsbau in Friedrichshafen (4. Juli 1997 bis 7. September 1997)
- 20 Jahre Kunststiftung Baden-Württemberg (3. Oktober 1997 bis 4. Januar 1998)
- Patricia Waller: Needleworks. Frau und Technik (10. Oktober 1997 bis 9. November 1997 im Grenzraum)

## 1998
- „Ich sehe was, was Du nicht siehst“ Der Spähkorb., Studierende der Uni Konstanz (26. Februar 1998 bis 22. März 1998 im Grenzraum)
- Himmel und Hölle. Luftschiffer im Krieg, Studierende der Uni Konstanz (2. April 1998 bis 26. April 1998 im Grenzraum)
- Richard Long: Steinzeichen Kunstverein Friedrichshafen (22. März 1998 bis 14. Juni 1998)
- Idee und Verwirklichung, Studierende der Uni Konstanz (7. Mai 1998 bis 31. Mai 1998 im Grenzraum)
- Tobias Wittenborn: Der Deutsche Drache (10. Juni 1998 bis 12. Juli 1998 im Grenzraum)
- Szenen einer Haßliebe – Zeppelin und Frankreich (2. Juli 1998 bis 20. September 1998)
- Gerda Brodbeck, Stipendiatin der ZF-Kunststiftung: Fühlen-Wahrnehmen-Sein (28. November 1998 bis 28. Dezember 1998 im Grenzraum)
- Barocke Weltenbilder. Franz Joachim Beich – Hofmaler des bayerischen Kurfürsten Max Emanuel (10. Oktober 1998 bis 17. Januar 1999)

## 1999
- Zigarrenbau. Arbeit am Zeppelin, Studenten der Uni Konstanz (29. Januar 1999 bis 11. April 1999 im Grenzraum)
- Volker Blumkowski, Stipendiat der ZF-Kunststiftung: La Lecon (7. Februar 1999 bis 14. März 1999)
- Gloria Friedmann: Natur und Zivilisation, Kunstverein Friedrichshafen (28. März 1999 bis 24. Mai 1999)
- Neuerwerbungen des Freundeskreises (30. April 1999 bis 30. Mai 1999 im Grenzraum)
- Zirkel, Zangen und Cellon. Arbeit am Luftschiff (18. Juni 1999 bis 12. September 1999)
- Holger Bär: Digital Painting (25. Juni 1999 bis 25. Juli 1999 im Grenzraum)
- Anneliese Hermes, Stipendiatin der ZF-Kunststiftung: Flugobjekte (6. August 1999 bis 5. September 1999 im Grenzraum)
- Christoph Draeger: Lakehurst, New Jersey (24. September 1999 bis 7. November 1999 im Grenzraum)
- „Your Private Sky“. Design als Kunst einer Wissenschaft. Richard Buckminster Fuller (8. Oktober 1999 bis 16. Januar 2000)
- Poetische Sichten auf den Zeppelin, Diplomarbeit Anne Stallkamp FH Detmold (26. November 1999 bis 2. Januar 2000 im Grenzraum)

## 2000
- Thom Barth: Welt aus Stellung, Koproduktion Zeppelin Museum und Kunstverein Friedrichshafen (12. März 2000 bis 14. Mai 2000)
- Zeppelinpost im Zeppelin Museum: Einen kurzen Gruß voraus (16. März 2000 bis 30. April 2000 im Grenzraum)
- Zeppelin NT und Cargolifter (14. Mai 2000 bis 18. Juni 2000 im Grenzraum)
- Der Graf 1838–1917 (8. Juni 2000 bis 8. Oktober 2000)
- Zeppelinpost im Zeppelin Museum: Besatzungspost (6. Juli 2000 bis 30. Juli 2000 im Grenzraum)
- Halb Gott, halb Mensch, Ausstellung von Werken der Stipendiaten der ZF-Kunststiftung Künstlerpaar Lawick-Müller (17. August 2000 bis 17. September 2000 im Grenzraum)
- Der kunterbunte Zeppelin, Malwettbewerb „Kinder malen Zeppelin“ (5. Oktober 2000 bis 5. November 2000 im Grenzraum)
- Res Ingold: Ingold Airlines – more than miles (2. November 2000 bis 4. Februar 2001)

## 2001
- Hans Pfrommer, Stipendiat der ZF-Kunststiftung: Immer noch besser als mit Prinzessin Stephanie Schuhe kaufen gehen (16. Februar 2001 bis 15. April 2001 im Grenzraum)
- Gerhard Richter: Gemälde 1996–1997, Kunstverein Friedrichshafen (11. März 2001 bis 20. Mai 2001)
- Zeppelinpost – Südamerikadienst (4. Mai 2001 bis 3. Juni 2001 im Grenzraum)
- Im Schatten des Titanen: Johann Schütte – Ein Pionier der Luftschifffahrt (14. Juni 2001 bis 16. September 2001)
- Entwürfe für Luftschiffhallen der Bauhaus-Universität Weimar (29. Juni 2001 bis 12. August 2001 im Grenzraum)
- Reinhard Kühl, Stipendiat der ZF-Kunststiftung: Neben der Zeit (31. August 2001 bis 30. September 2001 im Grenzraum)
- Franz Radziwill – Mythos Technik (19. Oktober 2001 bis 6. Januar 2002)
- Neuerwerbungen des Freundeskreises (26. Oktober 2001 bis 23. Dezember 2001 im Grenzraum)

## 2002
- Jörg Mandernach, Stipendiat der ZF-Kunststiftung: Hüllen und Speicher (1. Februar 2002 bis 3. März 2002 im Grenzraum)
- America Yesterday – Fotografien von Andreas Feininger, Kunstverein Friedrichshafen (17. März 2002 bis 20. Mai 2002)
- Kora Van den Bulcke: Invention Factory (22. März 2002 bis 21. April 2002 im Grenzraum)
- Sonderausstellung: 50 Jahre Kinderdorf Flugpost, Pestalozzi-Kinderdorf (17. Mai 2002 bis 16. Juni 2002 im Grenzraum)
- Luftschiffe, die nie gebaut wurden (21. Juni 2002 bis 15. September 2002)
- Luis Chamnitzer – Patentanmeldung (5. Juli 2002 bis 4. August 2002 im Grenzraum)
- Andrea Neuman, Stipendiatin der ZF-Kunststiftung: Horizontverschiebung (23. August 2002 bis 22. September 2002 im Grenzraum)
- Pestalozzi-Kinderdorf Projekt „Sammeln“ (11. Oktober 2002 bis 10. November 2002 im Grenzraum)
- Johann Heiß (1640–1704). Schwäbischer Meister barocker Pracht (17. Oktober 2002 bis 3. Februar 2003)
- Marco Schuler: Suchmaschine (29. November 2002 bis 5. Januar 2003 im Grenzraum)

## 2003
- Ingrid Becker, Stipendiatin der ZF-Kunststiftung: Bildräume-Raumbilder (17. Januar 2003 bis 16. Februar 2003 im Grenzraum)
- Senkrechtstarter – Aluminium lernt fliegen, Studierende der ISGM Friedrichshafen (7. März 2003 bis 21. April 2003 im Grenzraum)
- Joachim Bandau: Stahlskulpturen. Zwischen Leichtigkeit und Schwere, Ausstellung des Kunstvereins Friedrichshafen (23. März 2003 bis 1. Juni 2003)
- Neuerwerbungen des Freundeskreises (9. Mai 2003 bis 22. Juni 2003 im Grenzraum)
- Pioniere des industriellen Designs am Bodensee (4. Juli 2003 bis 12. Oktober 2003)
- Luis Fernando Peláez/Nandor Angstenberger: Häuser (11. Juli 2003 bis 10. August 2003 im Grenzraum)
- Katharina Karrenberg, Stipendiatin der ZF-Kunststiftung: Divenforum (22. August 2003 bis 28. September 2003 im Grenzraum)
- Davor Ljubicic: Steckt das, wonach du verlangst, nicht schon längst in dir? (10. Oktober 2003 bis 30. November 2003 im Grenzraum)
- Hermann Pitz: Lichtwerkzeug (31. Oktober 2003 bis 8. Februar 2004)

## 2004
- Petra Kaltenmorgen, Stipendiatin der ZF-Kunststiftung: Seestücke (16. Januar 2004 bis 15. Februar 2004 im Grenzraum)
- Bilder von Peter Mell, Ausstellung des Kunstvereins Friedrichshafen (7. März 2004 bis 2. Mai 2004)
- Zeppelinpost – Abwurfbeutel (2. April 2004 bis 9. Mai 2004 im Grenzraum)
- Die Schwestern des Ikarus – Frau und Flug (4. Juni 2004 bis 26. September 2004)
- Zeppelin stereoskopisch (25. Juni 2004 bis 15. August 2004 im Grenzraum)
- Volker W. Hamann, Stipendiat der ZF-Kunststiftung (17. September 2004 bis 17. Oktober 2004 im Grenzraum)
- Max Ackermann – Die Suche nach dem Ganzen	(29. Oktober 2004 bis 23. Januar 2004)
- Wasserstoff – Das Wundergas (26. November 2004 bis 9. Januar 2005 im Grenzraum)

## 2005
- Ulrik Happy Dannenberg, Stipendiat der ZF-Kunststiftung: candyflash (28. Januar 2005 bis 13. März 2005 im Grenzraum)
- Raffael Rheinsberg + Lilli Engel, Ausstellung des Kunstvereins Friedrichshafen (20. März 2005 bis 5. Juni 2005)
- Entwürfe für einen Zeppelin-Landeplatz (23. April 2005 bis 19. Juni 2005 im Grenzraum)
- Objekt und Emotion – Sammler und ihre Maybachs (8. Juli 2005 bis 9. Oktober 2005)
- Neuerwerbungen Freundeskreis (10. Juli 2005 bis 4. September 2005 im Grenzraum)
- Sybille Kroos, Stipendiatin der ZF-Kunststiftung: arrabiata (23. September 2005 bis 6. November 2005 im Grenzraum)
- Claudio Hils: Industriefotographie FN (18. November 2005 bis 15. Januar 2006 im Grenzraum)

## 2006
- Ingo Baumgarten, Stipendiat der ZF-Kunststiftung: Stadt am See (27. Januar 2006 bis 5. März 2006 im Grenzraum)
- Elisabeth Wagner, Ausstellung des Kunstvereins Friedrichshafen (26. März 2006 bis 28. Mai 2006)
- Sven Drühl – Malerei (31. März 2006 bis 14. Mai 2006 im Grenzraum)
- Schulprojekt Pestalozzi-Werkrealschule (25. Mai 2006 bis 9. Juli 2006 im Grenzraum)
- Zeppelins Flieger. Das Flugzeug im Zeppelin-Konzern und seinen Nachfolgebetrieben (30. Juni 2006 bis 1. Oktober 2006)
- Antonio Velasco Muñoz, Stipendiat der ZF-Kunststiftung: Recuerdo Vivos (8. September 2006 bis 15. Oktober 2006)
- Auf Papier: Beckmann – Dix – Hubbuch (27. Oktober 2006 bis 14. Januar 2007)
- Lotte Eckener zum 100. Geburtstag (3. November 2006 bis 7. Januar 2007 im Grenzraum)

## 2007
- Schöner Fliegen – Faszination Zeppelin NT (29. Juni 2007 bis 30. September 2007)
- Norbert Bauer, Stipendiat der ZF-Kunststiftung: Kontextverschiebung (14. September 2008´7 bis 28. Oktober 2007 im Grenzraum)
- Gestochen scharf! Die Kunst zu reproduzieren (19. Oktober 2007 bis 20. Januar 2008)

## 2008

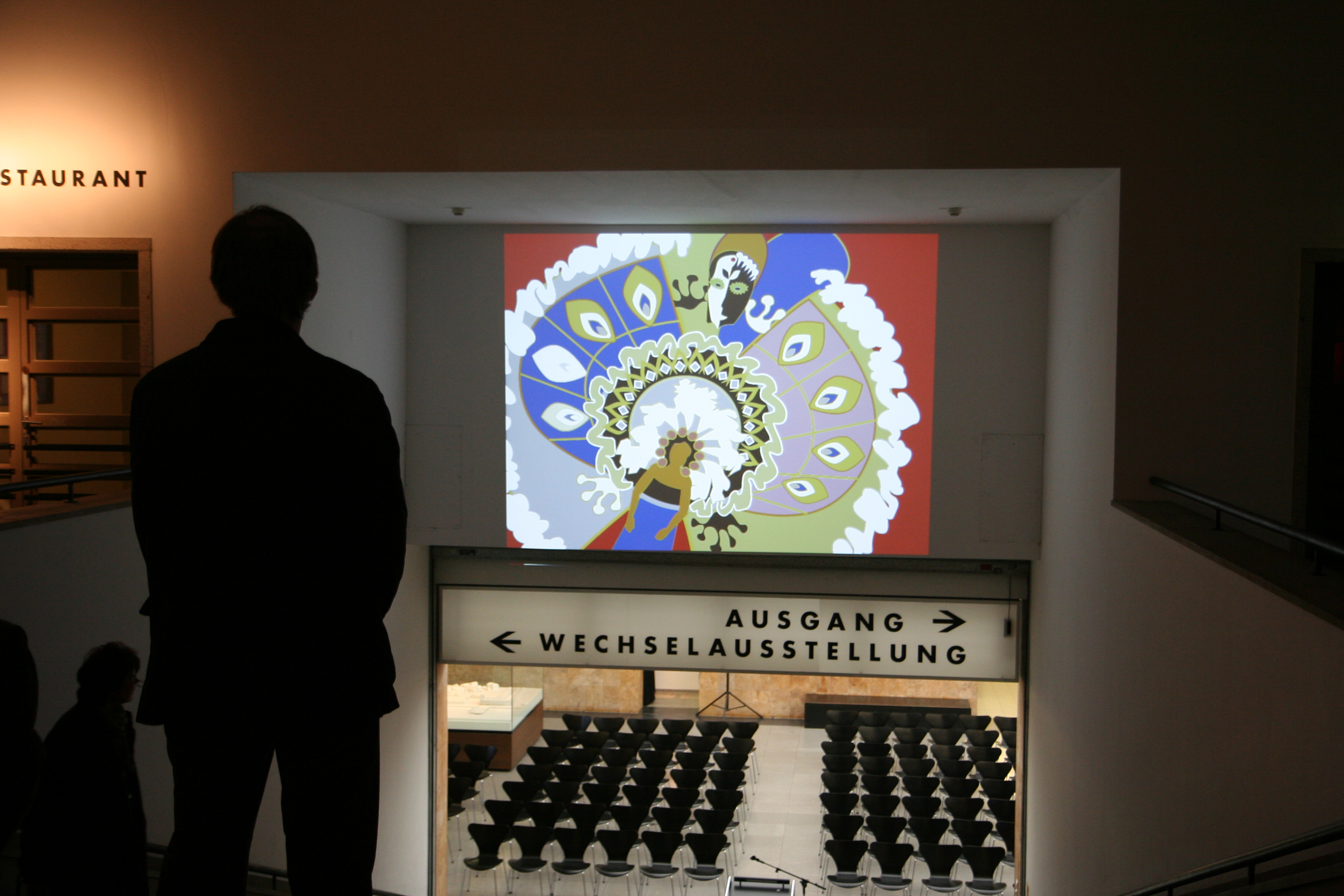
Teil der Installation Flag Metamorphoses von Myriam Thyes auf der 4. Triennale Zeitgenössischer Kunst Oberschwaben im Zeppelin Museum (2008)

- Vor 100 Jahren: Drachenstation Friedrichshafen[2]
- Josef Schulz, Stipendiat der ZF-Kunststiftung: übergang_2 ( 25. April 2008 bis 22. Juni 2008)

- 1908 – Von Abstraktion bis Zeppelinstiftung (18. Juli 2008 bis 12. Oktober 2008)
- 4. Triennale Zeitgenössischer Kunst Oberschwabens
- Monika Czosnowska, Stipendiatin der ZF-Kunststiftung: Eleven (19. September 2008 bis 9. November 2008 im Grenzraum)
- Elfriede Lohse-Wächtler (1899–1940) (6. November 2008 bis 8. Februar 2009)
- Zeppelin Spielzeug (28. November 2008 bis 18. Januar 2009 im Grenzraum)

## 2009
- Stefanie Krüger, Stipendiatin der ZF-Kunststiftung: Spiegelungen (13. März 2009 bis 26. April 2009)
- Claudia und Julia Müller, Persönliche Erfahrungen: Mimik, Ausstellung des Kunstvereins Friedrichshafen (22. März 2009 bis 24. Mai 2009)
- 66°30‘ Nord – Luftschiffe über der Arktis (19. Juni 2009 bis 20. September 2009)
- Neuerwerbungen des Freundeskreises (12. Juli 2009 bis 23. August 2009 im Grenzraum)
- Olaf Otto Becker: Broken Line (4. September 2009 bis 18. Oktober 2009 im Grenzraum)
- Johann Heinrich Schönfeld – Welt der Götter, Heiligen und Heldenmythen (16. Oktober 2009 bis 7. Februar 2010)
- Katja Brinkmann, Stipendiatin der ZF-Kunststiftung: refresh (23. Oktober 2009 bis 13. Dezember 2009 im Grenzraum)

## 2010
- 220 Tonnen leichter als Luft – Materialgeschichte der Hindenburg (26. Februar 2010 bis 25. April 2010 im Grenzraum)
- Neue Heimat – Zwischen den Welten (5. März 2010 bis 25. April 2010)
- Sinje Dillenkofer, Stipendiatin der ZF-Kunststiftung: CASES 2009 - 10 (14. Mai 2010 bis 11. Juli 2010)
- Eduard Spelterini – Fotografien des Ballonpioniers (21. Mai 2010 bis 29. August 2010)
- Kühne Konstruktionen – Die Luftschiffpioniere Georg Baumgarten und Friedrich Wölfert (23. Juli 2010 bis 26. September 2010 im Grenzraum)
- Come as you are. Der abwesende Körper in der Kunst (6. August 2010 bis 28. November 2010)
- Andreas Feininger: That’s Photography (24. September 2010 bis 9. Januar 2011)
- Sandra Boeschenstein, Stipendiatin der ZF-Kunststiftung: Das Double der Ursache (29. Oktober 2010 bis 12. Dezember 2010 im Grenzraum)

## 2011
- 24 Stunden Friedrichshafen – 200 Bilder einer Stadt (14. Januar 2011 bis 30. Januar 2011)
- Laufsteg Luftschiff: Modefotografien im Luftschiff „Hindenburg“ von Angelika von Braun (21. Januar 2011 bis 25. April 2011)
- Luftkunst (4. Februar 2011 bis 1. Mai 2011)
- Georg Keller, Stipendiat der ZF-Kunststiftung: Firmengeschichten (6. Mai 2011 bis 19. Juni 2011 im Grenzraum)
- Wasser Straße Schiene Luft – Mobilität am Bodensee (20. Mai 2011 bis 11. September 2011)
- Graf Zeppelin und das Haus Württemberg (10. Juli 2011 bis 18. September 2011 im Grenzraum)
- Otto Dix: Weibsbilder (23. Juli 2011 bis 4. November 2012 im Graphikkabinett)
- Michael Sailstorfer: Crash (7. Oktober 2011 bis 8. Januar 2012)Kooperation von Zeppelin Museum und Kunstverein Friedrichshafen
- Nevin Aladag, Stipendiatin der ZF-Kunststiftung: Border Sampling (21. Oktober 2011 bis 4. Dezember 2011 im Grenzraum)
- Roland Fuhrmann: HOEHERE WESEN (16. Dezember 2011 bis 26. Februar 2012 im Grenzraum)

## 2012
- Wir sind alle Astronauten. Universum Buckminster Fuller im Spiegel Zeitgenössischer Kunst (3. Februar 2012 bis 6. Mai 2012)
- EPHEMERALS (23. Februar 2012)
- 1.600.628 km durch die Luft. Luftschiffkapitän Heinrich Bauer (9. März 2012 bis 13. Mai 2012 im Grenzraum)
- Hochseetauglich – Theodor Kober und 100 Jahre Wasserflug am Bodensee (25. Mai 2012 bis 9. September 2012)
- Stefan Burger, Stipendiat der ZF-Kunststiftung: 18h00 (1. Juni 2012 bis 8. Juli 2012 im Grenzraum)
- Neuerwerbungen des Freundeskreises (22. Juli 2012 bis 9. September 2012 im Grenzraum)
- Florian Graf: Ghost Light Light House, Stipendiat ZF-Kunststiftung (28. September 2012 bis 4. November 2012 im Grenzraum)
- Anton Stankowski – Fotografie (5. Oktober 2012 bis 27. Januar 2013)
- Weihnachten in Friedrichshafen (7. Dezember 2012 bis 6. Januar 2013 im Grenzraum)

## 2013
- Seegfrörne 1963 – Ein Jahrhundertereignis (18. Januar 2013 bis 24. März 2013 im Grenzraum)
- Frances Scholz & Simon Wachsmuth, Ausstellung des Kunstvereins Friedrichshafen (23. Februar – 14. April)
- Gabriela Oberkofler, Stipendiatin der ZF-Kunststiftung: Schwalbenschwänze, Mosaikjungfern, Totengräber, Erdhummeln und Schmeißfliegen (26. April 2013 bis 09. Juni 20123)

- Graf Zeppelin zum 175. Geburtstag (17. Mai 2013 bis 15. September 2013)

- 100 Jahre Dampfschiff Hohentwiel (21. Juni 2013 bis 4. August 2013 im Grenzraum)
- Die Welt von oben – Die Vogelperspektive in der Kunst (11. Oktober 2013 bis 12. Januar 2014)
- Clemens Fürtler, Stipendiat der ZF-Kunststiftung: Bildmaschine 06 (18. Oktober 2013 bis 8. Dezember 2013 im Grenzraum)
- Flaggschiff der Reklame – Zeppelin (20. Dezember 2013 bis 2. Februar 2014 im Grenzraum)

## 2014
- Archäologie der Zukunft – Die Welt ist blau (31. Januar 2014 bis 30. März 2014)
- Greser & Lenz – Das ist ja wohl ein Witz! (7. Februar 2014 bis 27. April 2014)
- Judith Prossliner: Das fliegende Haus (14. Februar 2014 bis 30. März 2014 im Grenzraum)
- Judith Saupper, Stipendiatin der ZF-Kunststiftung: Das Große Rauschen (25. April 2014 bis 29. Juni 2014)
- ZERO – Zwischen Himmel und Erde (16. Mai 2014 bis 20. Juli 20104)
- Otto Dix – Kunst und Krieg (8. August 2014 bis 4. Januar 2015)
- Michael Fliri, Stipendiat der ZF-Kunststiftung: Where do I end and the world begins (12. September 2014 bis 2. November 2014)
- Goodbye Zeppelin! – 90 Jahre Atlantikfahrt von LZ 126 (14. November 2014 bis 11. Januar 2015 im ZeppLab ehemals Grenzraum)

## 2015
- Andreas Feininger – Aus weiter Ferne (20. Januar 2015 bis 8. März 2015)
- Non Profit – Nutzlose Nutzbarkeiten jenseits von Nutzen (23. Januar 2015 bis 8. März 2015)
- Matt Wand – Sackgasse im Himmel (31. Januar 2015 bis 5. April 2015 im ZeppLab ehemals Grenzraum)
- Gustav Mesmer – Mit dem Fahrrad fliegen (27. März 2015 bis 27. Juni 2015)[3]
- Zeppelin NT – Welcome back to Goodyear (17. April 2015 bis 28. Juni 2015)[4]
- Ré Soupault – Das Auge der Avantgarde (24. Juni 2015 bis 4. Oktober 2015)[5]
- Katrin Ströbel und Mohammed Laouli – Frontières Fluides – Fliessende Grenzen (31. Juli 2015 bis 4. Oktober 2015 im ZeppLab)[6]
- Anton Henning – Midnight in Paris (26. Juli 2015 bis 10. Januar 2016)
- 25 Jahre ZF Kunststiftung – Verantwortung übernehmen. Kunst und Kultur fördern. (23. Oktober 2015 bis 10. Januar 2016)
- Stefan Rohrer, Stipendiat der ZF-Kunststiftung: Rausch der Geschwindigkeit (23. Oktober 2015 bis 10. Januar 2016)

## 2016
- Mariele Neudecker – Some Things Happen All at Once (29. Januar 2016 bis 3. April 2016)
- Luftschiffmodelle ohne Kompromisse (19. Februar 2016 bis 20. März 2016)
- Möglichkeit Mensch – Körper, Sphären, Apparaturen (29. April 2016 bis 9. Oktober 2016)
- Die Zumutung des Hörens (2. Juni 2016 bis 26. Juni 2016)
- Vom Glück des Findens – Sammlungs-Highlights des Freundeskreises (2. Juli 2016 bis 28. August 2016)
- Nándor Angstenberger, Stipendiat der ZF-Kunststiftung: HYPERION (8. Oktober 2016 bis 20. November 2016)
- Strom-Linien-Form – Die Faszination des geringen Widerstands (4. November 2016 bis 23. April 2017)
- Otto Dix ~ Alles muss ich sehen! – Ausstellung zum 125. Geburtstag von Otto Dix (2. Dezember 2016 bis 23. April 2017)

## 2017
- Ottmar Hörl: Zeppelin Installation – Aller Anfang ist schwer (22. April 2017 bis 1. Mai 2017)
- KULT! – Legenden, Stars und Bildikonen (2. Juni 2017 bis 15. Oktober 2017)
- PayerGabriel, Stipendiaten der ZF-Kunststiftung: Cosmic Imperative  (13. Oktober 2017 bis 26. November 2017)
- Schöne neue Welten. – Virtuelle Realitäten in der zeitgenössischen Kunst (11. November 2017 bis 8. April 2018)
- Max Ackermann: Der Motivsucher. – 130 Werke zum 130. Geburtstag (8. Dezember 2017 bis 8. April 2018)

## 2018
- Innovationen! – Zukunft als Ziel (18. Mai 2018 bis 4. November 2018)
- Alles auf eine Karte. – Hugo Eckener zum 150. Geburtstag (8. Juli 2018 bis 2. September 2018)
- Nina Rike Springer, Stipendiatin der ZF-Kunststiftung: I BELIEVE I CAN FLY (19. Oktober 2018 bis 2. Dezember 2018)
- IDEAL STANDARD – Spekulationen über ein Bauhaus heute (30. November 2018 bis 28. April 2019)
- Aufbruch ins Unbekannte. Die Klassische Moderne am Bodensee (11. Dezember 2018 bis 12. Mai 2019)

## 2019
- Der neue Hafenbahnhof zwischen moderne + transiträume (29. März 2019 bis 26. Mai 2019)
- Game of Drones. – Von unbemannten Flugobjekten (7. Juni 2019 bis 3. November 2019)
- Franz John, Stipendiat der ZF-Kunststiftung: RESSOURCE FARBE (18. Oktober 2019 bis 1. Dezember 2019)
- Wege in die Abstraktion – Marta Hoepffner und Willi Baumeister (29. November 2019 bis 1. November 2020)
- Vernetzung der Welt – Pionierfahrten und Luftverkehr über den Atlantik (13. Dezember 2019 bis 1. November 2020)

## 2020
- debatorial® zu Beyond States. Über die Grenzen von Staatlichkeit (24. September 2020 bis 7. November 2021)
- Ignacio Acosta, Stipendiat der ZF-Kunststiftung: Archaelogogy of Sacrifice (18. September 2020 bis 6. Dezember 2020)
- Beyond States – Über die Grenzen von Staatlichkeit (5. Februar 2021 bis 7. November 2021)

## 2021
- Emma Adler, Stipendiatin der ZF-Kunststiftung: SIMULATOR [SIC!]NESS  (26. November 2021 bis 9. Januar 2022)
- Beziehungsstatus: Offen. – Kunst und Literatur am Bodensee (17. Dezember 2021 bis 6. November 2022)

## 2022
- Riikka Tauriainen, Stipendiatin der ZF-Kunststiftung: ECOTONE ENCOUNTERS (7. Oktober 2022 bis 4. Dezember 2022)
- Fetisch Zukunft. – Utopien der dritten Dimension (16. Dezember 2022 bis 16. April 2023)

## 2023
- Into the deep. – Minen der Zukunft (26. Mai 2023 bis 5. November 2023)